# وانینا کوریا
وانینا کوریا (انگلیسی: Vanina Correa؛ زادهٔ ۱۴ اوت ۱۹۸۳) بازیکن فوتبال اهل آرژانتین است.

وی همچنین در تیم ملی فوتبال زنان آرژانتین بازی کرده‌است.
وی در مسابقات کشوری و بین‌المللی در مجموع برندهٔ ۱ مدال نقره شده‌است.